# Ligyrus selanderi
Ligyrus selanderi är en skalbaggsart som beskrevs av Cartwright 1959. Ligyrus selanderi ingår i släktet Ligyrus och familjen Dynastidae. Inga underarter finns listade i Catalogue of Life.